# Werner Martignoni

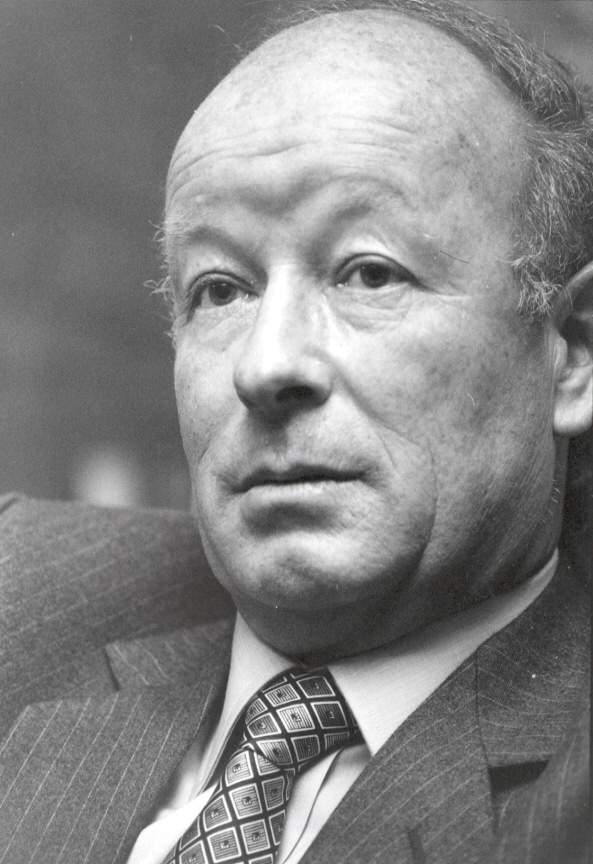
Werner Martignoni (1986)

Werner Martignoni (* 28. Mai 1927 in Muri bei Bern; † 30. Dezember 2024 ebenda) war ein Schweizer Politiker (BGB, später SVP).
Er war Mitglied des Berner Grossen Rates ab 1966, des Regierungsrates von 1974 bis 1986, und des Nationalrates von 1979 bis 1986. Nach der Berner Finanzaffäre von 1986, für die er mitverantwortlich war, zog er sich aus der Politik zurück.

## Leben
Martignoni wurde als Sohn eines kantonalen Beamten in Muri bei Bern geboren. Er absolvierte 1946 die Matura in Bern. Er studierte von 1946 bis 1951 Nationalökonomie an der Universität Bern und schloss 1951 mit dem Lizenziat ab. 1953 wurde er zum Dr. rer. pol. promoviert.
Ab 1948 war Martignoni Parlamentsberichterstatter der Neuen Berner Zeitung und ab 1958 Inlandredaktor. Von 1963 bis 1973 war er Leiter der Informationsstelle des Verbandes Schweizerischer Versicherungsgesellschaften.
Nach dem Ausscheiden aus der Politik 1987 betätigte sich Martignoni als Schriftsteller. Er publizierte mehrere Werke, so Kommentare zum Weltgeschehen in klassischen Hexametern, und übertrug Ibsens Peer Gynt und Goethes Faust ins Berndeutsche.
Martignoni starb am 30. Dezember 2024 im Alter von 97 Jahren gemeinsam mit seiner Frau Mathilde unter Inanspruchnahme von Sterbehilfe.

## Politik

Werner Martignoni im ehemaligen Gemeinderatszimmer des Gemeindehauses Muri bei Bern (1974)

Martignoni wurde als Vertreter der Bürgerpartei 1961 in den Gemeinderat von Muri bei Bern gewählt und amtierte dann von 1965 bis 1972 als nebenamtlicher sowie 1973/74 als hauptamtlicher Gemeinderatspräsident. 1966 wurde er in den Grossen Rat des Kantons Bern gewählt. Von 1974 bis 1986 übte Martignoni als Mitglied des Berner Regierungsrates das Amt des kantonalen Finanzdirektors aus und vertrat mehrere Steuergesetzrevisionen sowie Personalentscheide. Er präsidierte ab 1979 die regierungsrätliche Juradelegation, dies während der emotional bewegten Entstehung des Kantons Jura. Als Regierungsrat war Martignoni verantwortlich für die vermögensrechtliche Auseinandersetzung zwischen den Kantonen Bern und Jura, die am 8. November 1984 durch ein Konkordat der beidseitigen Kantonsparlamente Rechtskraft erhielt. In den Jahren 1976/77, 1985/86 war Regierungspräsident des Kantons Bern.
Von Amtes wegen gehörte Martignoni u. a. der Hypothekarkasse des Kantons Bern und dem Verwaltungsrat der Vereinigten Rheinsalinen an, die er beide präsidierte. Während 20 Jahren vertrat er als Präsident die Bernische Winterhilfe.
Während seiner Regierungszeit gehörte Martignoni von 1979 bis 1987 dem Nationalrat an. Er wurde von der SVP-Fraktion im Dezember 1979 als Bundesratskandidat portiert, unterlag in der Folge dem Bündner Ständerat Leon Schlumpf.
Als einer der Hauptverantwortlichen für die missbräuchliche Verwendung von Steuermitteln und SEVA-Lotteriegeldern (Berner Finanzaffäre) verzichtete Martignoni bei den Regierungsratswahlen 1986 und den Nationalratswahlen 1987 jeweils auf eine erneute Kandidatur.

### In der Gemeinde Muri
Während der Zeit als Werner Martignoni Gemeinderatspräsident der Gemeinde Muri war, brachen die beiden Nachbargemeinden Rubigen (Abspaltung von Allmendingen und Trimstein) und Bolligen (Abspaltung von Ittigen und Ostermundigen) auseinander oder deren Auseinanderbrechen wurde eingeleitet.
Es gab Bestrebungen von Gümligen, sich von der Gemeinde Muri zu lösen. Indem er den Anliegen von Gümligen besonders entgegenkam, konnte die Abspalt-Bewegung nie richtig Fahrt aufnehmen.

### Im Kanton Bern
Nach der Abtrennung des Kantons Juras vom Kanton Bern anerkannte das Rassemblement Jurassien um Roland Béguelin die Volksentscheide der vier Distrikte Moutier, Courtelary, La Neuveville et Laufen, im Kanton Bern zu bleiben nicht an, sie wollten die Teilung des Juras nicht akzeptieren. In der Folge kam es immer wieder zu Ausschreitungen, zum Teil mit Toten. Als Präsident der Juradelegation des Kantons Bern arbeiteten Werner Martignoni und sein Amtskollege im Regierungsrat, Robert Bauder, darauf hin, dass der Konflikt nicht eskalierte. Vergangene Fehler mit übermässigem Polizeieinsatz wurden vermieden. Die Polizei wurde als Institution der Deeskalation eingesetzt.

## Werke (Auswahl)
- Die Regulierung der Einfuhr von Eiern, frischen Früchten und Gemüse in der neuzeitlichen schweizerischen Agrargesetzgebung. Verbandsdruckerei AG, Bern 1953. (Diss. rer. pol., Univ. Bern 1953).
- Die Jurapolitik und der Geist der Geschichte = La politique jurassienne et l’esprit de l’histoire = La politica giurassiana e lo spirito della storia = La politica dil Giura ed il spért dell’historia. Vortrag vor der Neuen Helvetischen Gesellschaft, Ortsgruppe Bern, am 29. Mai 1984. Amt für Information des Kantons Bern, Bern 1984.
- Parteispenden und politische Praxis im Kanton Bern. Persönliche Wertung eines direkt Betroffenen. Berner Bär, Bern 1988.
- illustriert von Jürg Leuzinger: Ungereimte Zeitgeschichten. Schlagzeilen im Versmass des Hexameters. Stämpfli (Auslieferung), Bern 1995, ISBN 3-7272-9429-9.
- Die Besen Gottes, – oder, Tödliche Arglist. Eine Erzählung. Stämpfli, Bern 2003, ISBN 3-7272-1296-9.